# The Shadow Self
The Shadow Self è il settimo album in studio della cantante finlandese Tarja, pubblicato nell'agosto 2016, anticipato dal prequel The Brightest Void, pubblicato due mesi prima.

## Descrizione
The Shadow Self è un album symphonic rock e symphonic metal contenente otto inediti, una cover e due brani già apparsi nel prequel The Brightest Void, ossia No Bitter End e Eagle Eye, seppure in una versione differente. Il batterista Chad Smith dei Red Hot Chili Peppers suona la batteria nelle tracce 2, 3 e 11. The Shadow Self è stato influenzato dal concetto di yin e yang e, insieme a The Brightest Void, richiama il dualismo luce-oscurità, rappresentando l'oscurità laddove il prequel rappresenta la luce.
L'album si apre con il singolo Innocence, caratterizzato da un accompagnamento con il pianoforte, suonato dalla stessa Tarja. La traccia Demons in You vede la partecipazione della frontwoman degli Arch Enemy, Alissa White-Gluz, che canta sia in growl che in clean. Supremacy è la cover dell'omonimo brano dei Muse. In Eagle Eye, Tarja duetta col proprio fratello Toni Turunen, ma, a differenza della versione presente in The Brightest Void, la canzone non vede la partecipazione del batterista Chad Smith. The Living End si avvicina al genere acustico e al celtic rock e si avvale di un accompagnamento di cornamuse, mentre la traccia Undertaker introduce atmosfere epic metal e si riavvicina in parte allo stile dei Nightwish. L'album si conclude con una traccia nascosta senza titolo, influenzata dai generi EDM e speed metal.

## Tracce
1. Innocence – 6:03 (Tarja Turunen, Anders Wollbeck, Mattias Lindblom)
2. Demons in You (feat. Alissa White-Gluz) – 4:44 (Tarja Turunen, Julian Barrett, Erik Nyholm, Alex Jonson, Christel Sundberg)
3. No Bitter End – 4:26 (Tarja Turunen, Alex Scholpp, Mattias Lindblom, Daniel Pieper)
4. Love to Hate – 5:57 (Tarja Turunen, Erik Nyholm, Angela Heldmann)
5. Supremacy – 5:03 (Matthew Bellamy) – Cover del brano dei Muse
6. The Living End – 4:41 (Tarja Turunen, Johnny Andrews)
7. Diva – 5:45 (Tarja Turunen, Anders Wollbeck, Mattias Lindblom)
8. Eagle Eye (Album Version feat. Toni Turunen) – 4:36 (Tarja Turunen, Pauli Rantasalmi)
9. Undertaker – 6:41 (Tarja Turunen, Atli Örvarsson, Mattias Lindblom)
10. Calling from the Wild – 5:13 (Tarja Turunen, Alex Scholpp, Mattias Lindblom)
11. Too Many – 12:53 (Tarja Turunen, Guillermo De Medio, Angela Heldmann) – Contiene una traccia nascosta senza titolo

Special edition bonus DVD
1. Interview – 16:55
2. No Bitter End (Official Video Clip) – 4:03
3. Innocence (Official Video Clip) – 5:29

## Classifiche
| Classifica (2016) | Posizione massima |
| ----------------- | ----------------- |
| Austria           | 19                |
| Belgio (Fiandre)  | 37                |
| Belgio (Vallonia) | 39                |
| Finlandia         | 13                |
| Francia           | 75                |
| Germania          | 7                 |
| Regno Unito       | 149               |
| Repubblica Ceca   | 3                 |
| Spagna            | 46                |
| Stati Uniti       | 23                |
| Svizzera          | 11                |